# Кальмейер, Вильгельм-Александр Александрович
Вильгельм-Александр Александрович (Фердинандович) Кальмейер (1866—1943) — русский военачальник, генерал-майор.

## Биография
Родился 28 февраля 1866 года в лютеранской семье.
Получил домашнее образование. В военную службу вступил 31 октября 1883 года.
Окончил Елисаветградское кавалерийское юнкерское училище в 1887 году. Выпущен в 21-й драгунский (позже 7-й гусарский) Белорусский полк. Корнет (ст. 12.06.1887). Поручик (ст. 12.06.1891). Штабс-ротмистр (ст. 15.03.1893). Ротмистр (ст. 15.03.1899). Командовал эскадроном.
Подполковник (ст. 20.08.1905). Полковник (ст. 06.12.1910). На 1 марта 1914 года служил в 7-м гусарском Белорусском полку.
Участник Первой мировой войны. Командир 7-го уланского Ольвиопольского полка (27.10.1914-08.11.1916). Генерал-майор (пр. 02.06.1916; ст. 05.09.1915). На январь 1917 года — командир 1-й бригады Заамурской конной дивизии. За отличие командиром 7-го уланского Ольвиопольского полка был награждён орденом Св. Георгия 4-й степени.
Участник Белого движения в рядах ВСЮР — Белая армия (Юг). С 1 сентября 1919 года находился в резерве чинов Кавказской армии.
Эвакуирован в 1920 году из Одессы. Позже служил в штабе войск армейского постового района (до эвакуации из Крыма). Эвакуирован в эмиграцию в Каттаро (Королевство СХС, затем Югославия). Здесь в 1931 году возглавлял Объединение офицеров 7-го Белорусского гусарского полка в Дубровнике.
Умер 2 августа 1943 года в Панчево (Югославия). Похоронен там же.

## Награды
- Награждён орденом Св. Георгия 4-й степени (3 января 1917).
- Также награждён орденами Св. Анны 3-й степени (1909); Св. Станислава 2-й степени (1912); мечи к ордену Св. Станислава 2-й степени (1915); Св. Владимира 4-й степени с мечами и бантом (1915); Св. Владимира 3-й степени с мечами (1915).